# Misumenops punctatus
Misumenops punctatus är en spindelart som först beskrevs av Eugen von Keyserling 1880.  Misumenops punctatus ingår i släktet Misumenops och familjen krabbspindlar.
Artens utbredningsområde är Peru. Inga underarter finns listade i Catalogue of Life.